# Katsuaki Suzuki
Katsuaki Suzuki (jap. 鈴木克彰 Suzuki Katsuaki; ur. 13 grudnia 1977) – japoński zapaśnik walczący w stylu klasycznym. Zajął osiemnaste miejsce na mistrzostwach świata w 1999. Szósty na mistrzostwach Azji w 1999. Brązowy medalista igrzysk Azji Wschodniej w 2001 roku.